# تپه سراب فش (ک - ۷۴)
تپه سراب فش (ک - ۷۴) مربوط به دوران پیش از تاریخ ایران باستان -متاخر دوران‌های تاریخی پس از اسلام است و در شهرستان کنگاور، روستای سراب واقع شده و این اثر در تاریخ ۲۴ فروردین ۱۳۸۲ با شمارهٔ ثبت ۸۱۱۵ به‌عنوان یکی از آثار ملی ایران به ثبت رسیده است.